# 盤足類
盤足類（學名：Discopoda）是腹足綱軟體動物的一個不分等分類元，現時只有化石種，都是表栖动物。盤足類舊屬前鰓亞綱、有58個科，原是吸螺目之下的一個亞目，現時是玉黍螺類之下的一個支序。

## 分類

### 1997年分類
根據1997年《旁得和林德伯格的腹足類分類》，本分類隨前鰓亞綱被分到直腹足亞綱，是新進腹足總目吸螺目之下的一個亞目級分類單元，包含下列兩個總科：
- 蟹守螺總科（Cerithioidea Fleming, 1822）和
- 鐘塔螺總科（Campaniloidea Douvillé, 1904）。

### Fossilworks
盤足類包括以下各成員：
- 瓷螺總科 Eulimoidea
- 麂眼螺總科 Rissooidea
- 截螺總科 Truncatelloidea[6]:24